# Peter Jin Lugang
Peter Jin Lugang (chiń. 靳祿崗; ur.w 1955) – chiński duchowny katolicki, biskup Nanyang od 2020.

## Życiorys
Święcenia kapłańskie otrzymał 8  grudnia 1992.
W 2005 wybrany biskupem koadiutorem diecezji. Sakrę biskupią przyjął bez mandatu papieskiego 14 grudnia 2007. 7 maja 2020 po śmierci poprzednika objął urząd ordynariusza Wanxian.